# Pylaemenes (Gattung)

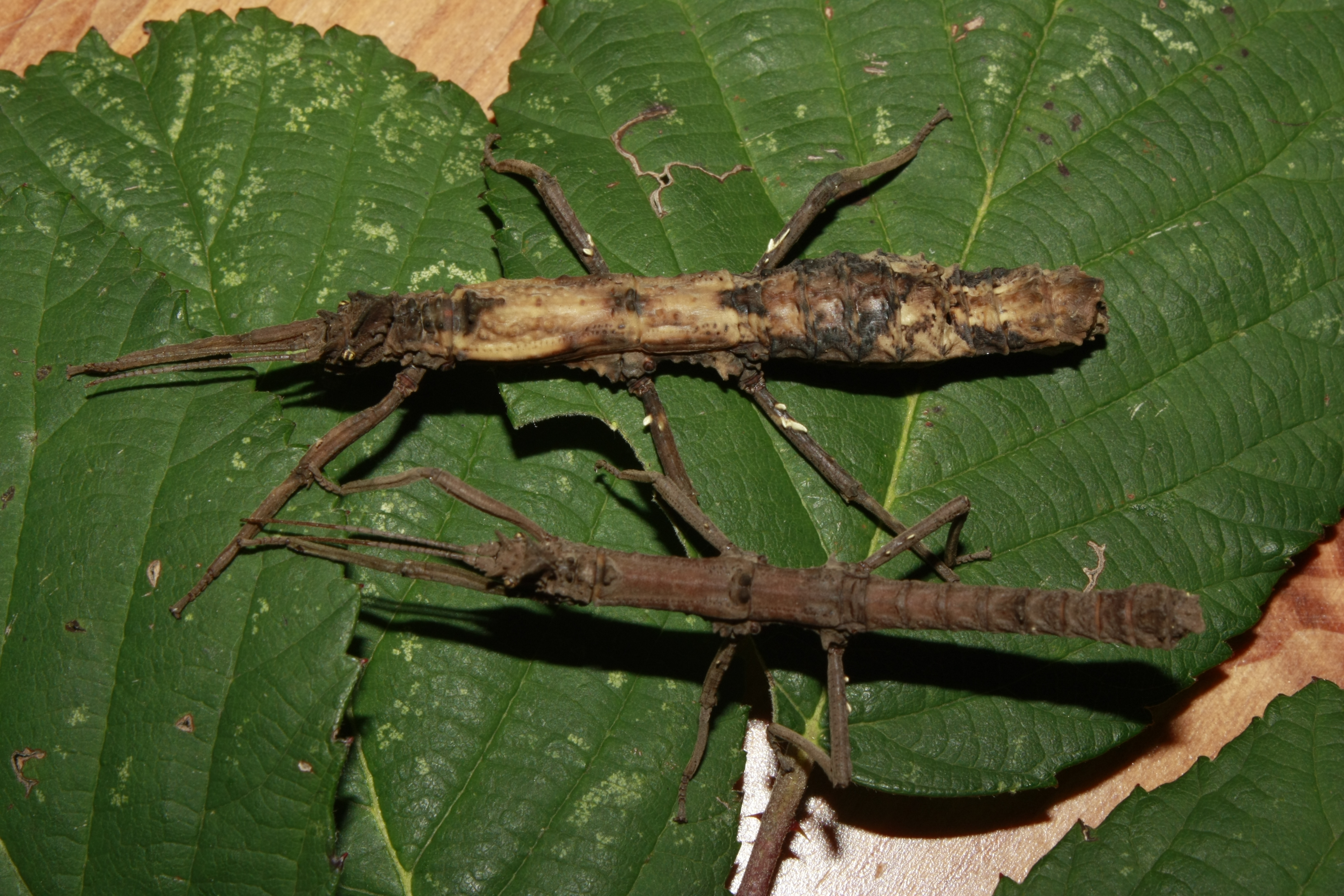
Pärchen von Pylaemenes mitratus aus Kota Bharu

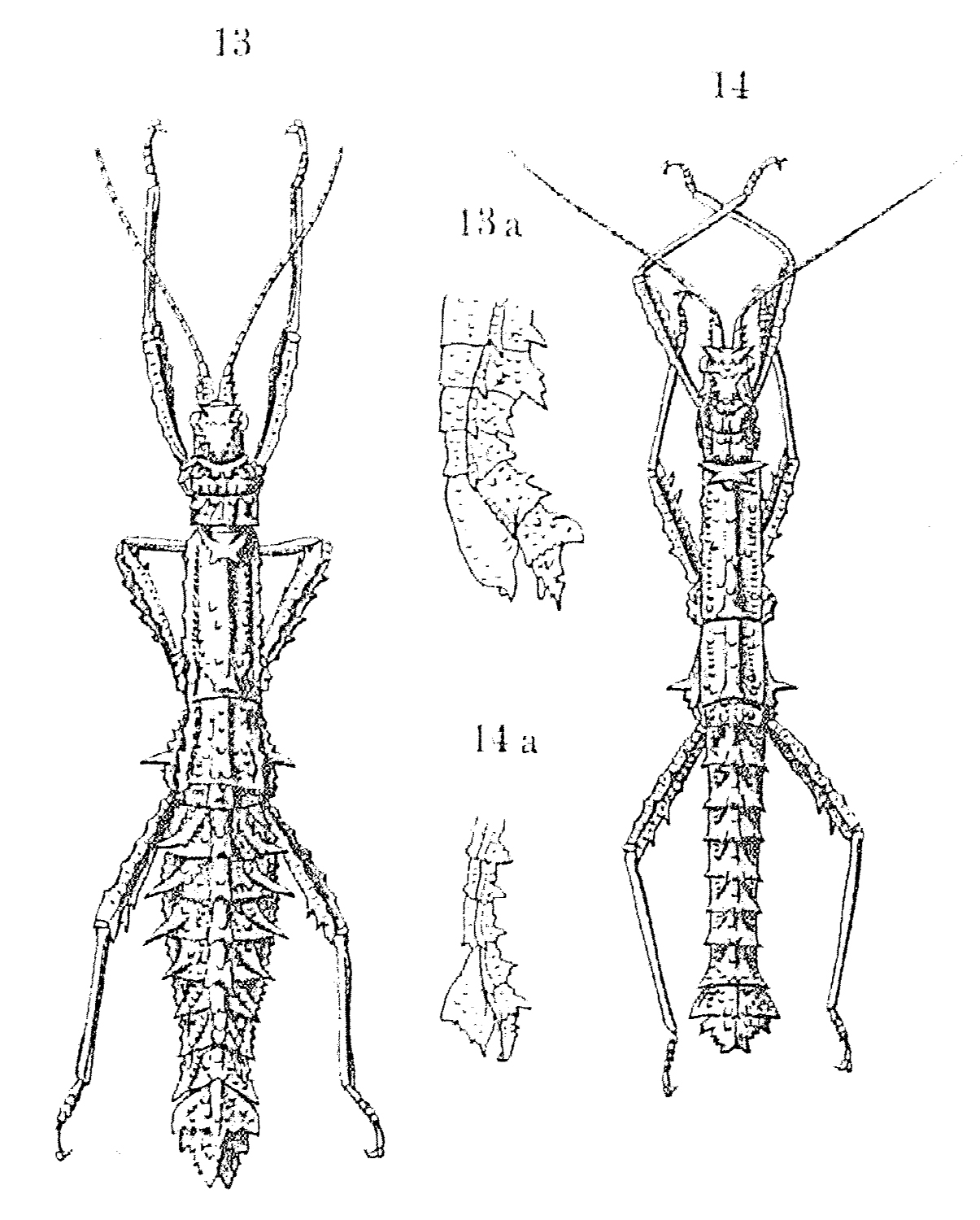
Pärchen von Pylaemenes coronatus, Darstellung aus Redtenbacher 1906

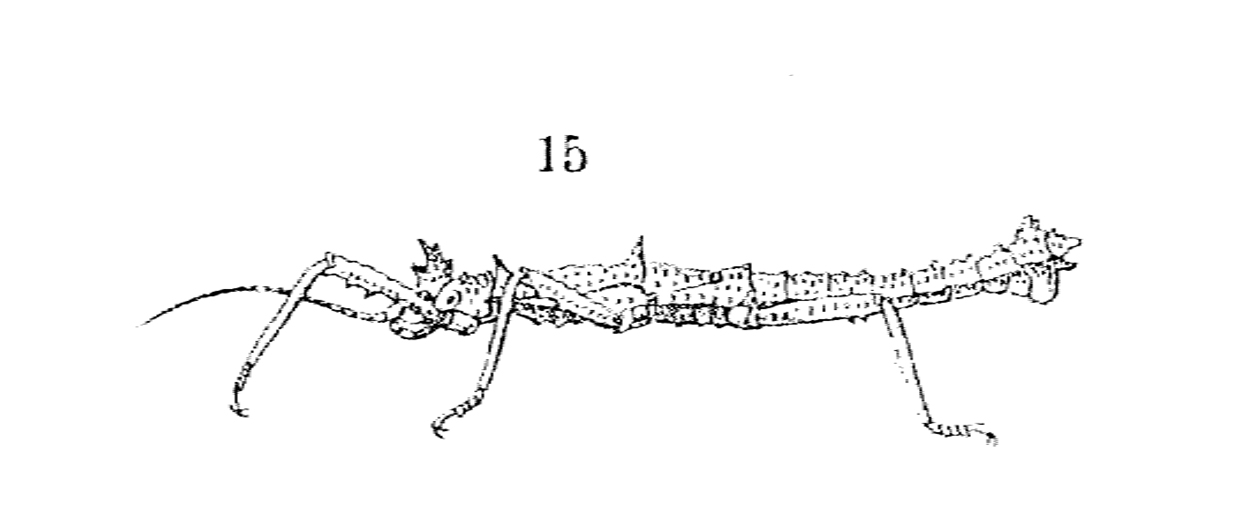
Männchen von Pylaemenes oileus, Darstellung aus Redtenbacher 1906, dort als Datames oileus bezeichnet

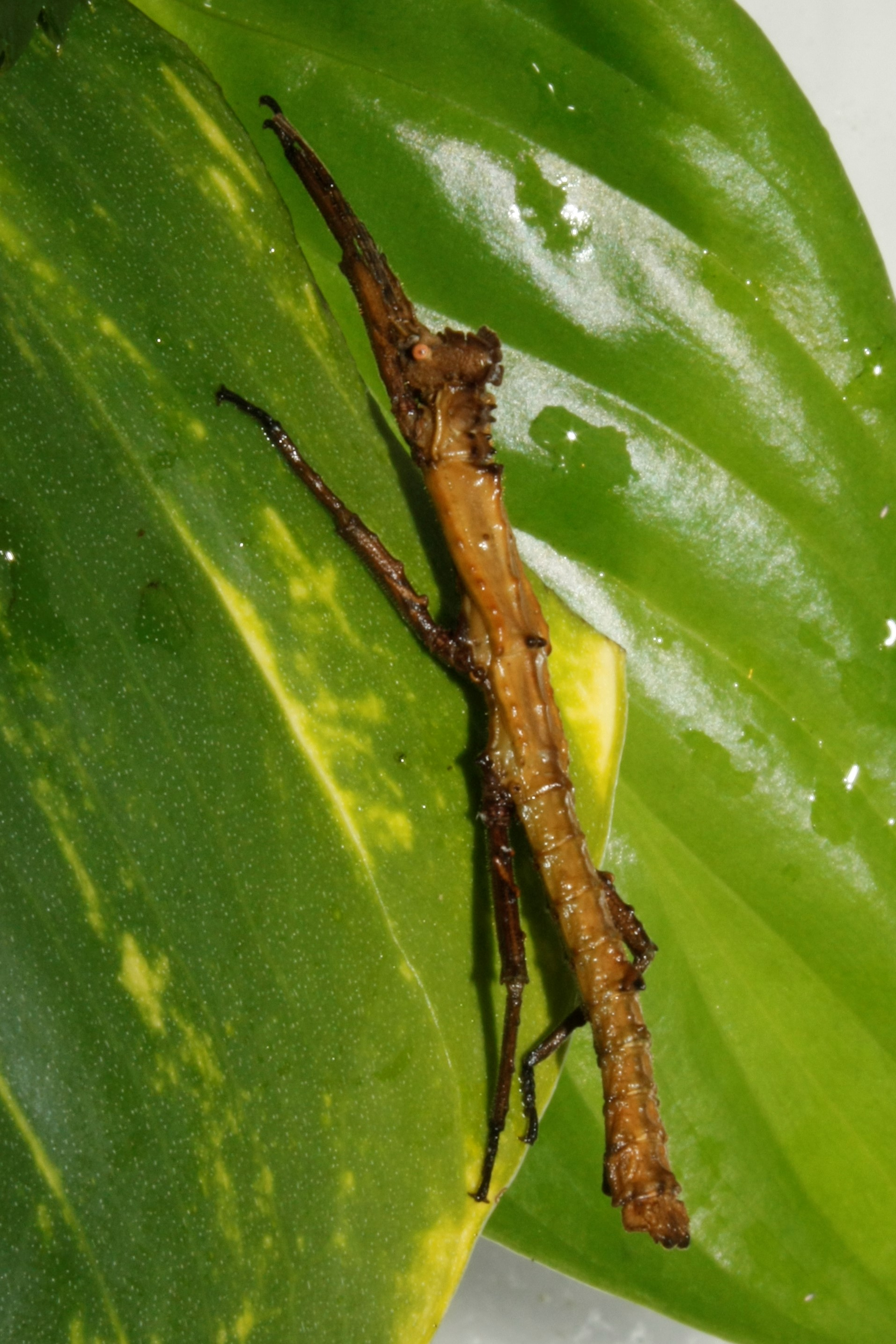
Männchen von Pylaemenes sepilokensis 'Sepilok'

Die Gattung Pylaemenes (Synonym: Datames) vereint kleine bis mittelgroße, oft hell gefärbte Gespenstschrecken-Arten. Ihre Vertreter sind in großen Teilen Südostasiens beheimatet.

## Merkmale
Die durchschnittliche Größe liegt bei Vertretern dieser Gattung im männlichen Geschlecht zwischen 35 und 50 Millimetern und zwischen 40 und 60 Millimetern im weiblichen Geschlecht. Alle Arten sind stets flügellos. Die Grundfarbe adulter Tiere ist meist ein helles Beige oder Braun, welches je nach Art und Geschlecht von fast weißen, braunen oder schwarzen Zeichnungen ergänzt werden kann. Auf der nach oben schmaler werdenden Stirn befinden sich deutliche, je nach Art unterschiedlich ausgebildete Erhebungen. Die Fühler sind um einiges länger als die Vorderschenkel. Am Außenrand des ersten Fühlersegments sind ein bis drei Zähnchen zu finden. Die Körperoberfläche ist meist nur mit Tuberkeln besetzt. Im Unterschied zur Gattung Orestes ist das Meso- und Metanotum abgeflacht oder leicht dachförmig, mit einem deutlich erhöhten Mittel- und zwei seitlichen Längskielen. Das Pronotum ist deutlich kürzer als das halbe Mesonotum. Häufig sind am Vorderrand des Mesonotums paarweise angeordnete große Erhebungen zu finden, die bei Männchen auch als Stacheln ausgebildet sein können. Das Abdomen der Männchen ist schlank und anders als bei Orestes ist bei ihnen das neunte Tergit stark nach hinten verbreitert. Das Abdomen adulter Weibchen ist insbesondere in der vorderen Hälfte stark geschwollen. Im Unterschied zu Orestes ist das letzte Segment (Analsegment) stark dreieckig nach hinten verjüngt und am Ende eingekerbt. Je nach Art können vor allem bei den Männchen Stachelpaare an bestimmten Stellen von Thorax und Abdomen vorhanden sein. Wie bei allen Dataminae haben auch die Weibchen der Gattung Pylaemenes keinen Legestachel zur Eiablage.

## Verbreitung
Das Verbreitungsgebiet der Gattung Pylaemenes schließt große Teile Südostasiens ein. So sind ihre Vertreter in vielen Gebieten des Malaiischen Archipels und hier vor allem auf Borneo zu finden. Außerdem gibt es Arten auf der Malaiischen Halbinsel, in Thailand, sowie in China.

## Lebensweise
Die versteckt lebenden Tiere kommen nur bei Dunkelheit aus ihren in der Laubschicht des Bodens oder an bzw. hinter Rinde gelegenen Verstecken heraus. Sie sind tagsüber sehr träge und stellen sich tot wenn sie entdeckt werden (Totstellreflex), wobei sie die Hinterbeine nach hinten, Vorder- und Mittelbeine nach vorn strecken und eng an den Körper anlegen. Die Eier können auf der dorsalen Seite stärker gewölbt sein und haben oft kurze, mit Widerhaken endende Härchen. Die Mikropylarplatte hat drei Schenkel, wobei ein Schenkel Richtung Deckel zeigt, während die anderen beiden mehr oder weniger zirkulär um das Ei verlaufen (Siehe auch Bau des Phasmideneies). Die Eier werden meist am Boden abgelegt, in Bodennähe in Rinde geklemmt oder an Pflanzen, etwa Moose geheftet.

## Systematik
Im Jahr 1875 errichtete Carl Stål die Gattung Pylaemenes für einige Arten, die bis dahin in der Gattung Acanthoderus geführt wurden. Von den ursprünglich von ihm umgeordneten Arten ist nur Pylaemenes coronatus in der Gattung verblieben. Alle anderen haben sich als synonym zu anderen Arten erwiesen oder haben sich als Vertreter anderer Gattungen herausgestellt. Als Namensgeber wählte Stål mit dem paphlagonischen König Pylaemenes eine Gestalt aus der griechischen Mythologie. Da er keine Typusart festgelegt hatte, wählte William Forsell Kirby 1904 mit Pylaemenes coronatus die älteste, zu diesem Zeitpunkt in der Gattung geführte Art aus, welche bis heute als Typusart gültig ist.
Stål errichtete 1875 in derselben Veröffentlichung, in der er die Gattung Pylaemenes beschrieb, für Acanthoderus mouhotii (heute Orestes mouhotii) und Acanthoderus oileus die Gattung Datames, welche er nach dem altpersischen Beamten und Feldherrn Datames benannte. Als Typusart legte James Abram Garfield Rehn 1904 Datames oileus fest. In den folgenden Jahren wurden fast alle neu beschriebenen Arten der Gattung Datames zugeordnet. Frank H. Hennemann synonymisierte 1998 die Gattung Datames mit Pylaemenes und zählt zu dieser lediglich Pylaemenes coronatus, Pylaemenes oileus die Typusart von Datames und Pylaemenes pusillus (heute Planispectrum pusillum). Da die entsprechende Arbeit nur wenige Tage nach der Veröffentlichung einer umfangreichen Bearbeitung der Heteropterygidae durch Philip Edward Bragg erfolgte, sind hier die drei neu beschriebenen Unterarten von Datames borneensis (heute Pylaemenes borneensis, Pylaemenes sepilokensis und Pylaemenes waterstradti) und Datames muluensis (heute Pylaemenes muluensis) noch nicht berücksichtigt.
Bei der Bearbeitung der Gattung Orestes und der Beschreibung von sechs neuen Arten in dieser bis dahin monotypischen Gattung durch Joachim Bresseel und Jérôme Constant 2018, wurde auch drei bis dahin zu Pylaemenes gehörige Arten in die Gattung Orestes überführt. Außerdem wurde die Differenzierung zwischen den Gattungen Orestes und Pylaemenes konkretisiert. Dieser folgend, gehören einige in jüngerer Vergangenheit in Pylaemenes beschriebene Arten wie etwa Pylaemenes elenamikhailorum, Pylaemenes konchurangensis und Pylaemenes konkakinhensis in die Gattung Orestes. Eine im Jahr 2006 von Thanasinchayakul als Pylaemenes kasetsartii beschriebene Art wurde von der ICZN-Kommission nicht anerkannt und wird seit 2019 als nomen nudum geführt. Francis Seow-Choen revalidisierte 2023 eine Unterart und vier von Hennemann 1998 synonymisierte Arten, von denen Pylaemenes gravidus allerdings früher im Jahr 2023 von Hennemann selbst revalidisiert worden war.
In ihrer 2021 veröffentlichten molekulargenetischen Untersuchung zeigt Sarah Bank et al. dass die dort untersuchten Pylaemenes Arten keiner einheitlichen Klade zuzuordnen sind. Die drei auf Borneo vorkommenden, untersuchten Arten bilden eine Klade und damit eine Gattung. Die 2013 aus China beschriebene Pylaemenes pui, deren untersuchte Probe aus Thailand stammte, gehört nicht in diese Klade und muss laut Bresseel einer eigenen Gattung zugerechnet werden. Die Typusart der Gattung Pylaemenes coronatus  ist ebenfalls in einer weiteren Klade zu finden, deren Schwestergruppe die Gattung Orestes ist.
Gültige Arten sind:
- Pylaemenes abramovi Ho, 2018
- Pylaemenes borneensis (Bragg, 1998)
- Pylaemenes coronatus (Haan, 1842)
- Pylaemenes elenamikhailorum Seow-Choen, 2016
- Pylaemenes enganoensis Seow-Choen, 2020
- Pylaemenes gravidus (Bates, 1865)

(Syn. = Datames aequalis Rehn, J. A. G., 1904)
- Pylaemenes gulinqingensis Gao & Xie, 2022
- Pylaemenes konchurangensis Ho, 2018
- Pylaemenes konkakinhensis Ho, 2018
- Pylaemenes longispinus Seow-Choen, 2018
- Pylaemenes mitratus (Redtenbacher, 1906)

(Syn. = Datames arietinus Redtenbacher, 1906)
- Pylaemenes moluccanus (Redtenbacher, 1906)
- Pylaemenes muluensis (Bragg, 1998)
- Pylaemenes nullispinus Seow-Choen, 2020
- Pylaemenes oileus (Westwood, 1859)

(Syn. = Datames cylindripes Redtenbacher, 1906)
- Pylaemenes otys (Westwood, 1859)

(Syn. = Pylaemenes infans Redtenbacher, 1906)
- Pylaemenes pleurospinosus Hennemann & Le Tirant, 2021
- Pylaemenes pui Ho, 2013
- Pylaemenes scrupeus Bresseel & Jiaranaisakul, 2021
- Pylaemenes sepilokensis (Bragg, 1998)
  - Pylaemenes sepilokensis sepilokensis (Bragg, 1998)

(Syn. = Datames borneensis sepilokensis Bragg, 1998)
- - Pylaemenes sepilokensis kinabaluensis Seow-Choen, 2016
- Pylaemenes spiniventris (Bates, 1865)
  - Pylaemenes spiniventris spiniventris (Bragg, 1998)
  - Pylaemenes spiniventris occipitalis (Kaup, 1871)
- Pylaemenes waterstradti (Bragg, 1998)

(Syn. = Datames borneensis waterstradti Bragg, 1998)

## Terraristik
Mehrere Arten der Gattung sind in den Terrarien der Liebhaber präsent. Durch Seow-Choen wurde bereits 1999 von der Malaiische Halbinsel Pylaemenes mitratus eingeführt. Von der Phasmid Study Group erhielt die Art die PSG-Nummer 212. Ein weiterer Stamm dieser Art wurde 2015 aus Kota Bharu eingeführt. Am weitesten verbreitet sind zwei Zuchtstämme die als Pylaemenes sepilokensis gehalten werden. Diese Art wurde erstmals durch Mark Bushell im Sommer 2001 auf Borneo, genauer in der Nähe von Sepilok gesammelt und nach Europa gebracht. Sie erhielt die PSG-Nummer 245. Nachdem sie zwischenzeitlich verschollen war, ist sie nach weiteren Importen seit etwa 2015 wieder in Zucht. Neben einem Zuchtstamm aus Sepilok existiert ein weiterer aus Tawau. Laut den Untersuchungen von Sarah Bank et al. gehören diese Stämme verschiedenen Arten an.

## Belege
1. 1 2 3 4 5 6  Paul D. Brock, Thies H. Büscher & Edward W. Baker: Phasmida Species File Online (abgerufen am 4. August 2025)
2. 1 2 3  Holger Dräger: Gespenstschrecken der Familie Heteropterygidae Kirby, 1896 (Phasmatodea) – ein Überblick über bisher gehaltene Arten, Teil 2: Die Unterfamilie Dataminae Rehn & Rehn , 1839, ZAG Phoenix, Nr. 5, Juni 2012 Jahrgang 3(1), S. 22–45, ISSN 2190-3476
3. ↑  Josef Redtenbacher: Die Insektenfamilie der Phasmiden. Vol. 1. Phasmidae Areolatae. Verlag Wilhelm Engelmann, Leipzig 1906, S. 47–53 (Online-Version)
4. ↑  Philip E. Bragg: Phasmids of Borneo, Natural History Publikations (Borneo) Sdn. Bhd., Kota Kinabalu, Sabah, Malaysia, 2001, S. 184, ISBN 983-812-027-8
5. 1 2  Joachim Bresseel & Jérôme Constant: The Oriental stick insect genus Orestes Redtenbacher, 1906: Taxonomical notes and six new species from Vietnam (Phasmida: Heteropterygidae: Dataminae). Belgian Journal of Entomology 58: 1–62, Brüssel 2018, ISSN 1374-5514, Full article (PDF).
6. 1 2 3  Sarah Bank, Thomas R. Buckley, Thies H. Büscher, Joachim Bresseel, Jérôme Constant, Mayk de Haan, Daniel Dittmar, Holger Dräger, Rafhia S. Kahar, Albert Kang, Bruno Kneubühler, Shelley Langton-Myers & Sven Bradler: Reconstructing the nonadaptive radiation of an ancient lineage of ground-dwelling stick insects (Phasmatodea: Heteropterygidae), Systematic Entomology (2021), DOI:10.1111/syen.12472
7. 1 2  Frank H. Hennemann: Ein Beitrag zur Kenntnis der Phasmidenfauna von Sulawesi. Mitteilungen des Museums für Naturkunde, Berlin 1998, Zoologische Reihe 74, S. 125–126
8. ↑  George Ho Wai-Chun: Three new species of genus Pylaemenes Stål (Phasmatodea: Heteropterygidae :Dataminae) from Vietnam, Zoological Systematics, 43(3), 2018, S. 276–282, DOI:10.11865/zs.201826,  Full article (PDF).
9. 1 2  Francis Seow-Choen: A Taxonomic Guide to the Stick Insects of Java Vol. 1, Natural History Publikations (Borneo) Sdn. Bhd., Kota Kinabalu, Sabah, Malaysia, 2023, S. 584–608 & S. 641, ISBN 978-983-812-210-8
10. ↑  Hao-Ran Gao & Chongxin Xie: Pylaemenes gulinqingensis sp. nov., a new species of subfamily Dataminae (Phasmida, Heteropterygidae) from Yunnan Province, China, Journal of Orthoptera Research 2022, 31(2): 125–129, DOI:10.3897/jor.31.79783
11. 1 2  Phasmid Study Group Culture List (engl.)
12. ↑   Pylaemenes auf Phasmatodea.com von Oskar V. Conle, Frank H. Hennemann, Bruno Kneubühler & Pablo Valero